# Emmanuelle in Space
Emmanuelle in Space (em português Emmanuelle no Espaço) é uma série televisiva erótica de ficção científica estadunidense produzida para cabo e syndication em 1994. É livremente baseada na personagem Emmanuelle criada por Emmanuelle Arsan na década de 1960 e apresentada em dezenas de filmes softcore ao longo dos anos.

## Enredo
A série estrelou Krista Allen como Emmanuelle, uma jovem hedonista que se encontra ensinando os caminhos da sexualidade a um grupo de alienígenas que aterrissam na Terra, e Paul Michael Robinson como um capitão espacial alienígena. A história segue uma tripulação espacial que encontra Emmanuelle à deriva em um módulo espacial, que é retirada da animação suspensa e trazida para a Terra. A série foi produzida por Alain Siritzky, cuja empresa de produção passou a fazer muitos filmes de Emmanuelle para o cinema e televisão durante os anos 1990 e 2000.
Tal como acontece com os outros filmes de Emmanuelle, Emmanuelle in Space contém muita nudez e conteúdo sexual. Hoje, os vários episódios de Emmanuelle in Space são geralmente disponíveis editados em produções de longa-metragem em DVD e, ocasionalmente são transmitidos em emissoras como a Cinemax e outras redes de TV a cabo.
A série tornou-se amplamente conhecida no Brasil devido as reprises da Rede Bandeirantes no Cine Privê (Sessão de filmes eróticos exibidos nas madrugadas de sábado para domingo).

## Lista de episódios
| \| Titulo (original) \| Título (em português) \| Ano \| \| ------------------------------------------------------------------------------ \| ------------------------------- \| ---- \| \| Emmanuelle, Queen of the Galaxy, também denominado "Emmanuelle: First Contact" \| Emmanuelle, Rainha da Galáxia \| 1994 \| \| Emmanuelle 2: A World of Desire \| Emmanuelle, um Mundo de Desejo \| 1994 \| \| Emmanuelle 3: A Lesson in Love \| Emmanuelle, uma Lição de Amor \| 1994 \| \| Emmanuelle 4: Concealed Fantasy \| Emmanuelle - Fantasias Secretas \| 1994 \| \| Emmanuelle 5: A Time to Dream \| Emmanuelle, a Hora do Sonho \| 1994 \| \| Emmanuelle 6: One Final Fling \| Emmanuelle: um Arremesso Final \| 1994 \| \| Emmanuelle 7: The Meaning of Love \| Emmanuelle - O Sentido do Amor \| 1994 \| - Cine Band Privé 1. 2. 3. - Emmanuelle, Queen of the Galaxy. no IMDb. - Emmanuelle 2: A World of Desire. no IMDb. - Emmanuelle 3: A Lesson in Love. no IMDb. - Emmanuelle 4: Concealed Fantasy. no IMDb. - Emmanuelle 5: A Time to Dream. no IMDb. - Emmanuelle 6: One Final Fling. no IMDb. - Emmanuelle 7: The Meaning of Love. no IMDb. |                                 |      |
| Titulo (original) | Título (em português)           | Ano  |
| Emmanuelle, Queen of the Galaxy, também denominado "Emmanuelle: First Contact" | Emmanuelle, Rainha da Galáxia   | 1994 |
| Emmanuelle 2: A World of Desire | Emmanuelle, um Mundo de Desejo  | 1994 |
| Emmanuelle 3: A Lesson in Love | Emmanuelle, uma Lição de Amor   | 1994 |
| Emmanuelle 4: Concealed Fantasy | Emmanuelle - Fantasias Secretas | 1994 |
| Emmanuelle 5: A Time to Dream | Emmanuelle, a Hora do Sonho     | 1994 |
| Emmanuelle 6: One Final Fling | Emmanuelle: um Arremesso Final  | 1994 |
| Emmanuelle 7: The Meaning of Love | Emmanuelle - O Sentido do Amor  | 1994 |